# Wulfila innoxius
Wulfila innoxius är en spindelart som beskrevs av Arthur M. Chickering 1940. Wulfila innoxius ingår i släktet Wulfila och familjen spökspindlar.
Artens utbredningsområde är Panama. Inga underarter finns listade i Catalogue of Life.